# Gael García Bernal

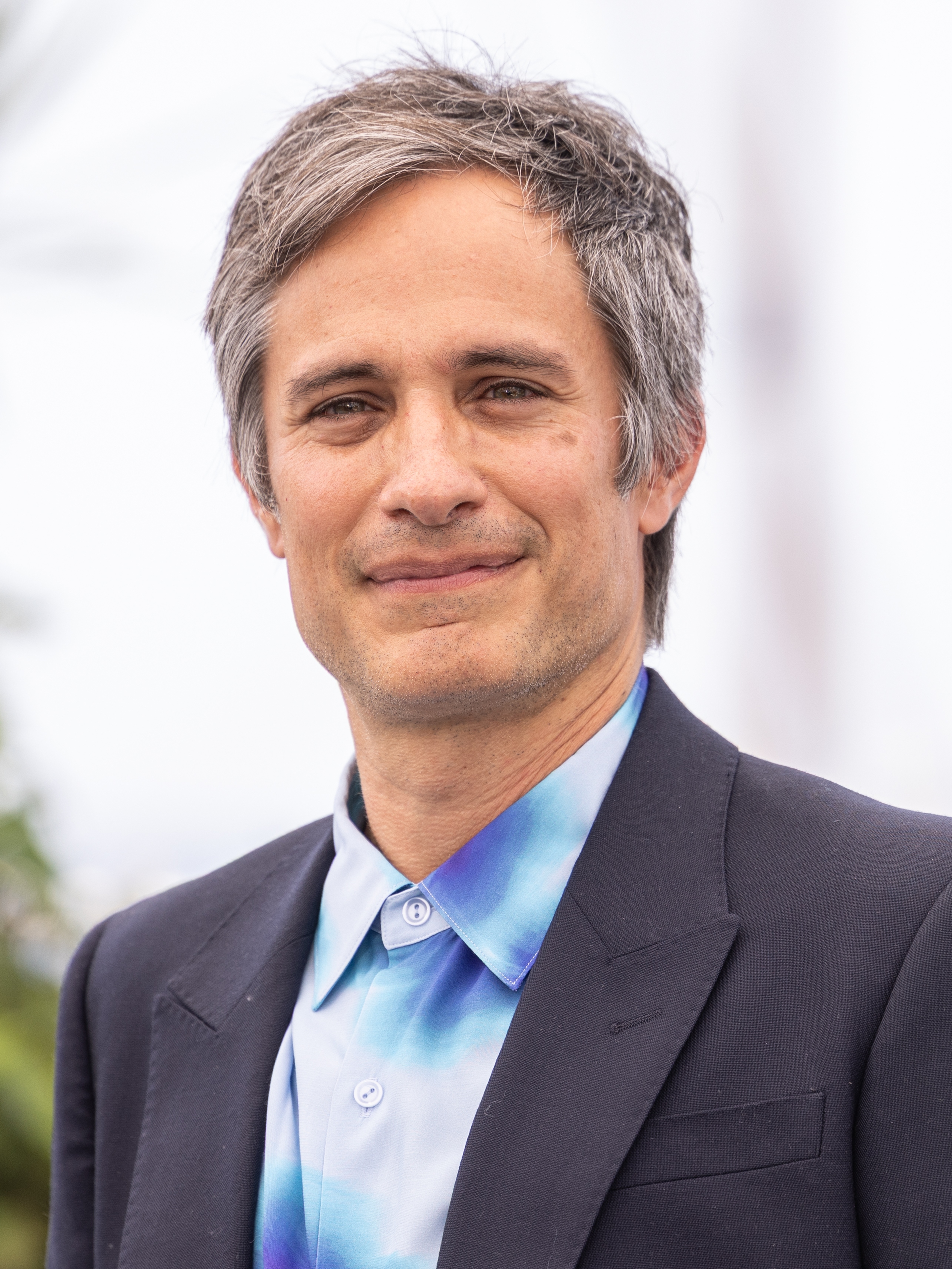
Gael García Bernal (2025)

Gael García Bernal (* 30. November 1978 in Guadalajara, Jalisco) ist ein mexikanischer Schauspieler.

## Leben und Werk
Gael García Bernal startete seine Karriere bereits in jungen Jahren in verschiedenen Theaterstücken, zusammen mit seinen Eltern José Ángel García und Patricia Bernal, die ebenfalls Schauspieler sind. Mit vierzehn Jahren folgten erste Fernsehauftritte, wie zum Beispiel 1992 in der mexikanischen Soap El Abuelo y yo in der Rolle des Daniel.
1997 begann er sein Studium an der Central School of Speech and Drama in London und war somit der erste Mexikaner, den die berühmte Schauspielschule bis dahin angenommen hatte. Nachdem er dort drei Jahre lang studiert hatte, brach er das Studium für die Rolle des Octavio in Alejandro González Iñárritus international gefeierten Produktion Amores Perros ab, mit der dann die ersten Schritte für eine internationale Karriere geebnet waren. Es folgten die Tragikomödie Y tu mamá también – Lust for Life, in der García Bernal neben seinem langjährigen Freund und Kollegen Diego Luna glänzte, und der umstrittene mexikanische Skandalfilm Die Versuchung des Padre Amaro, der die Korruption der lateinamerikanischen katholischen Kirche aufzeigt. Der Film wurde gleichermaßen von Kritikern gelobt wie verrissen. Fest steht jedenfalls, dass er in Mexiko trotz Protesten und Bombendrohungen Millionen Menschen in die Kinos lockte und damit zu einem absoluten Kassenknüller wurde.
Für García Bernal selbst bedeutete die Darstellung in diesem Film beinahe die Exkommunikation aus der katholischen Kirche durch den Vatikan, der in diesem Film eine Bedrohung für die katholische Kirche besonders in Mittel- und Südamerika sah. Es blieb allerdings bei einer Androhung.
Im Jahr 2002 verkörperte Gael García Bernal in der dokumentarischen Fernsehspielserie Fidel die Figur des Che Guevara; eine Rolle, in die er 2004 in Die Reise des jungen Che von Walter Salles erneut schlüpfte und für seine Darstellung großes Lob erntete. Im gleichen Jahr folgte Pedro Almodóvars Film Schlechte Erziehung, in dem Bernal in der Rolle eines ehrgeizigen Schauspielers zu sehen ist. Dieser schlüpft in die tragische Rolle seines verstorbenen Bruders, um Karriere zu machen, und in den Film-im-Film-Sequenzen in die seines transsexuellen Bruders. Beide Filme wurden bei den Internationalen Filmfestspielen von Cannes gezeigt. 2006 gehörte er neben Brad Pitt und Cate Blanchett zum Schauspielensemble von Alejandro González Iñárritus Oscar-nominierten Drama Babel. 2007 war García Bernal unter dem Vorsitz des US-amerikanischen Filmemachers Paul Schrader Jury-Mitglied der Filmfestspiele von Berlin.
2005 gründete Gael García Bernal gemeinsam mit Diego Luna, Pablo Cruz und Elena Fortes das Dokumentarfestival Ambulante. Mit dem Ziel den Dokumentarfilm zu unterstützen und zu verbreiten. Ambulante reist in jedem Jahr für drei Monate in Zusammenarbeit mit CANANA, Cinépolis y el Festival Internacional de Cine de Morelia an verschiedene Orte in Mexiko, Südamerika und Nordamerika (Kalifornien).
Die Vision des Projektes ist gemeinsam eine kritische, empatische, offene und engagierte Gesellschaft zu bilden. Ambulante bringt den Dokumentarfilm dabei auch an Orte mit schlechtem Zugang zu Ausstellungen und Filmvorführungen.
Gael García Bernal ist Vater eines Sohnes (2009) und einer Tochter (2011). Die Mutter der Kinder ist die argentinische Schauspielerin Dolores Fonzi, mit der er 2006 bis 2014 in einer Partnerschaft war.
Bernal spricht neben Spanisch auch Englisch, Französisch und Italienisch.

### Gesellschaftliches Engagement
Seit 2005 ist García Bernal Botschafter der Entwicklungshilfsorganisation Oxfam. Besonders aktiv ist er in der Oxfam-Kampagne Make Trade Fair.
2009 unterstützte Gael García Bernal die Menschenrechtsorganisation Survival International, indem er eines ihrer T-Shirts präsentierte. Er ist Gründungsmitglied der Progressiven Internationalen.

## Filmografie (Auswahl)

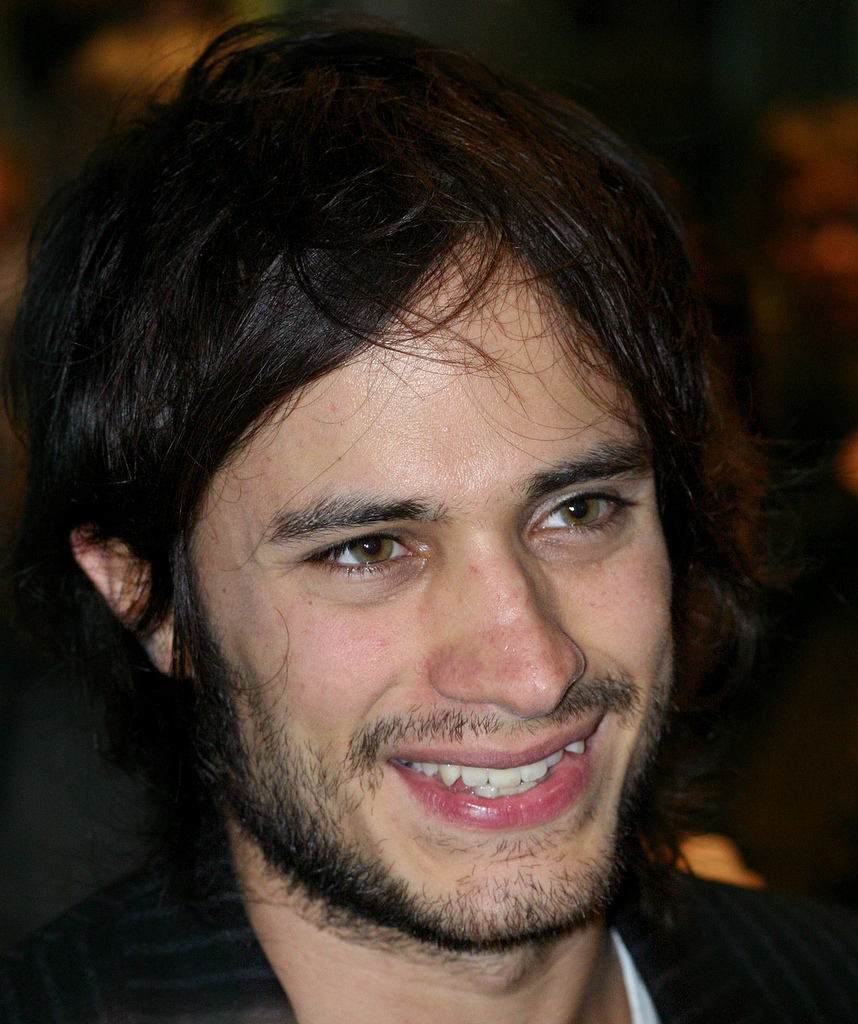
Gael García Bernal (2007)

- 1996: De tripas, corazón (Kurzfilm)
- 2000: Amores Perros
- 2000: Die Maske der Königin (Queen of Swords, Fernsehserie, Folge 1x08 Ehre deinem Vater!)
- 2001: Y tu mamá también – Lust for Life (Y tu mamá también)
- 2001: Vidas Privadas
- 2001: Sin noticias de Dios
- 2002: Fidel & Che (Fidel, Fernsehfilm)
- 2002: Die Versuchung des Padre Amaro (El crimen del padre Amaro)
- 2002: Alle lieben Lucy (I’m with Lucy)
- 2003: Ein gefährlicher Kuss (Dot the I)
- 2003: Dreaming of Julia
- 2004: Die Reise des jungen Che (Diarios de motocicleta)
- 2004: La mala educación – Schlechte Erziehung (La mala educación)
- 2005: Das 11. Gebot (The King)
- 2006: Science of Sleep – Anleitung zum Träumen (La Science des rêves)
- 2006: Babel
- 2007: Déficit
- 2007: El pasado
- 2008: Die Stadt der Blinden (Blindness)
- 2008: Rudo y Cursi
- 2009: Mammut (Mammoth)
- 2009: The Limits of Control
- 2010: Briefe an Julia (Letters to Juliet)
- 2010: Und dann der Regen (También la lluvia)
- 2011: Kein Mittel gegen Liebe (A Little Bit of Heaven)
- 2011: The Loneliest Planet
- 2012: Casa de mi Padre
- 2012: No! (No)
- 2014: Rosewater
- 2014–2018: Mozart in the Jungle (Serie)
- 2015: Desierto
- 2016: Salt and Fire
- 2016: Neruda
- 2016: Me estás matando Susana
- 2017: Si tu voyais son coeur
- 2017: Coco – Lebendiger als das Leben! (Coco, Stimme)
- 2019: Vom Gießen des Zitronenbaums (It Must Be Heaven)
- 2019: Ema
- 2019: Wasp Network
- 2021: Old
- 2021–2022: Station Eleven (Fernsehmehrteiler)
- 2022: Werewolf by Night (Fernsehfilm)
- 2023: Cassandro
- 2023: The Mother
- 2024: Another End
- 2024: La Máquina (Fernsehmehrteiler)
- 2025: Holland
- 2025: Magellan (Magalhães)

## Internationale Preise und Nominierungen

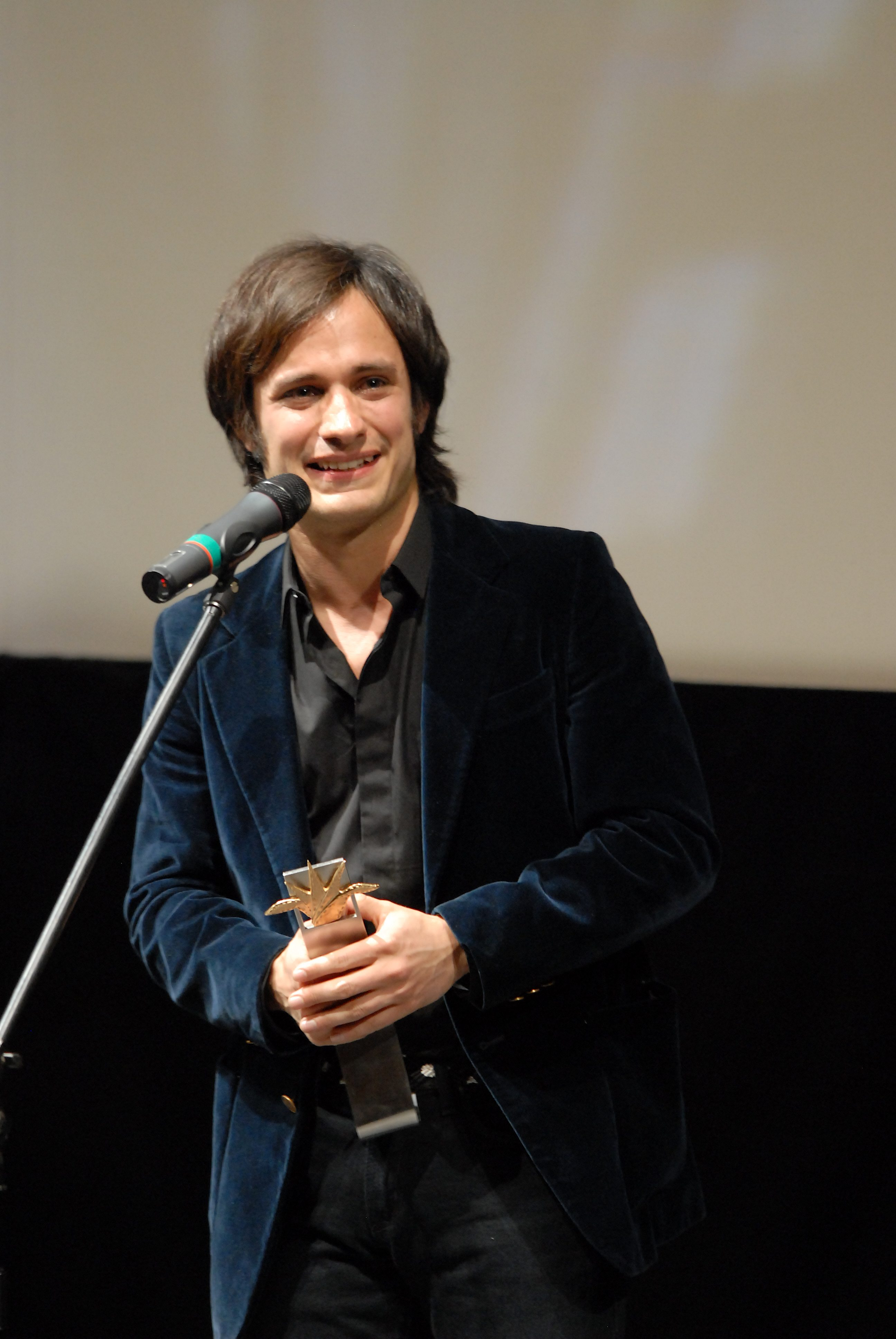
García Bernal erhält 2009 auf dem Filmfestival von Guadalajara den Silbernen Mayahuel.

- 2000: Silver Hugo – Bester Hauptdarsteller in Amores Perros: gewonnen
- 2001: Premio Ariel – Bester Hauptdarsteller in Amores Perros: gewonnen
- 2001: Marcello-Mastroianni-Preis – für Y tu mamá también (mit Diego Luna): gewonnen
- 2002: CEC Award – Bester Nebendarsteller in Sin noticias de Dios: nominiert
- 2002: MTV Movie Award (Latin America) – Beste Beleidigung in Y tu mamá también (mit Diego Luna): gewonnen
- 2002: MTV Movie Award (Latin America) – Bester Kuss in Y tu mamá también (mit Diego Luna): nominiert
- 2002: MTV Movie Award (Latin America) – Bester Kuss in Y tu mamá también mit (Maribel Verdú): nominiert
- 2002: Goya – Bester Nebendarsteller in Sin noticias de Dios: nominiert
- 2003: CFCA Award – Meistversprechender Darsteller in Die Versuchung des Padre Amaro: nominiert
- 2003: Chlotrudis Award – Bester Hauptdarsteller in Y tu mamá también: nominiert
- 2003: MTV Movie Award (Latin America) – Beliebtester Schauspieler in Die Versuchung des Padre Amaro: gewonnen
- 2003: MTV Movie Award (Latin America) – „Sexiest Scene“ in Die Versuchung des Padre Amaro (mit Ana Claudia Talancón): nominiert
- 2003: Silver Goddess – Bester Hauptdarsteller in Die Versuchung des Padre Amaro: gewonnen
- 2004: Internationales Film Festival Valdivia – Bester Schauspieler in La mala educación: gewonnen
- 2005: Golden Satellite Award – Bester Hauptdarsteller in einem Drama für Die Reise des jungen Che: nominiert
- 2005: CEC Award – Bester Hauptdarsteller in La mala educación: nominiert
- 2005: British Academy Film Award – Bester Hauptdarsteller in Die Reise des jungen Che: nominiert
- 2005: Chlotrudis Award – Bester Hauptdarsteller in La mala educación: gewonnen
- 2005: Preis der Spanischen Schauspielerunion – Bester männlicher Hauptdarsteller in La mala educación: nominiert
- 2007: Chlotrudis Award – Bester Hauptdarsteller in Science of Sleep: nominiert
- 2012: Goldener Ehrenleopard des Internationalen Filmfestivals in Locarno[4]
- 2016: Golden Globe Awards 2016: Bester Serien-Hauptdarsteller – Komödie/Musical für Mozart in the Jungle
- 2016: Jaeger-LeCoultre Award beim Festival Internacional de Cine de San Sebastián[5]

## Auszeichnungen für Musikverkäufe
| Silberne Schallplatte - Vereinigtes Königreich - 2023: für das Lied Un Poco Loco Goldene Schallplatte - Frankreich - 2024: für das Lied Un Poco Loco - Polen - 2024: für das Lied Un Poco Loco | Platin-Schallplatte - Vereinigte Staaten - 2023: für das Lied Remember Me |

| Land/RegionAuszeichnungen für Musikverkäufe (Land/Region, Auszeichnungen, Verkäufe, Quellen) | Silber  | Gold     | Platin  | Verkäufe  | Quellen         |
| -------------------------------------------------------------------------------------------- | ------- | -------- | ------- | --------- | --------------- |
| Frankreich (SNEP)                                                                            | —       | Gold1    | —       | 100.000   | snepmusique.com |
| Polen (ZPAV)                                                                                 | —       | Gold1    | —       | 25.000    | olis.pl         |
| Vereinigte Staaten (RIAA)                                                                    | —       | —        | Platin1 | 1.000.000 | riaa.com        |
| Vereinigtes Königreich (BPI)                                                                 | Silber1 | —        | —       | 200.000   | bpi.co.uk       |
| Insgesamt                                                                                    | Silber1 | 2× Gold2 | Platin1 |           |                 |